# Geschichte des Judentums im Libanon
Die Geschichte des Judentums im Libanon hat ihren Ursprung in biblischen Zeiten. 

## Geschichte

### Frühe Geschichte
Der Bar-Kochba-Aufstand gegen Rom 132 n. Chr. hatte zur Folge, dass verschiedene jüdische Gemeinschaften sich im heutigen Libanon etablierten. Kalif Muʿāwiya I. (642–680) verankerte seine Macht in Tripoli im Libanon. In Tyros wurden im Jahr 1071 Akademien gegründet.

### Judentum im Libanon in der Neuzeit

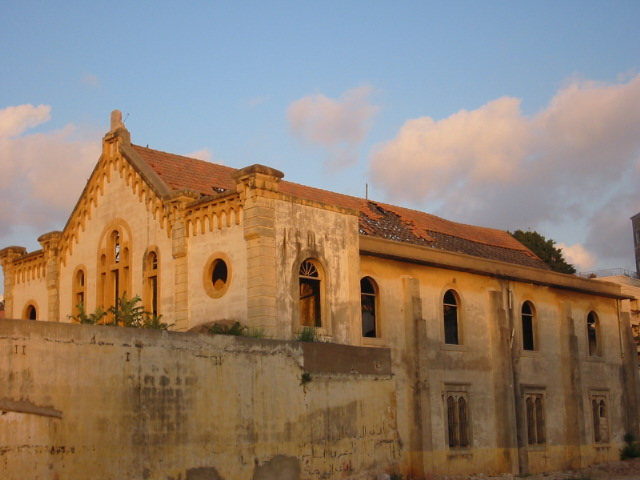
Die wiederhergestellte Magen-Abraham-Synagoge

Libanesische Juden sind ihrer Herkunft nach Mizrachim. Sie bildeten eine Gemeinschaft, die überwiegend in und um Beirut herum lebt, besonders in Sidon und Baalbek. Nahezu alle sind Rückkehrer in das Gelobte Land. 1948 lebten etwa 20.000 Juden im Libanon, 2008 waren es weniger als 100.
Um 1911 zogen etwa 5000 Juden aus Ländern wie Italien, Griechenland, Syrien, Irak, der Türkei, Ägypten und dem Iran nach Beirut, um sich dort niederzulassen. Die libanesische Verfassung aus dem Jahr 1926 garantierte ihnen Religionsausübungsfreiheit und gestand der jüdischen Minderheit zudem das Recht zu, ihre Zivilangelegenheiten in Selbstverwaltung auszuüben, wozu auch das Erziehungswesen gehörte. Kraft Verfassungsrecht genoss die jüdische Gemeinde staatlichen Schutz. Derartige Umstände kamen etablierten jüdischen Gemeinden andernorts in der Region nicht zugute. Die jüdische Gemeinde florierte unter dem Völkerbundmandat für Syrien und Libanon und dem „State of Greater Lebanon“ und nahm auch außerhalb des Landes beachtlichen Einfluss. Sie verbündete sich mit Pierre Gemayel und dessen rechtsgerichteter Phalange-Partei, welche nach dem spanischen Vorbild der Falange ausgebaut war. Die junge Partei wurde eine wichtige politische christliche Bewegung, besonders der Maroniten im Libanon. 
Mitte der 1950er Jahre lebten nahezu 7000 Juden in Beirut. Wie in allen arabischen Staaten hatten sie allerdings keinen rechtlich abgesicherten Status, weshalb die Mehrheit 1967 das Land verließ. Während des Beginns des Libanesischen Bürgerkriegs in den Jahren 1975–1976, der um das jüdische Viertel in Beirut herum tobte, wurden Domizile, Arbeitsplätze und Synagogen vernichtet. Die meisten der noch verbliebenen 1800 Juden verließen den Libanon dann 1976, weil sie die anwachsende Militärpräsenz Syriens fürchteten, die sie sämtlicher Reste ihrer Freiheit berauben würde. Die meisten wanderten nach Europa, insbesondere Frankreich, ansonsten in die Vereinigten Staaten und nach Kanada aus. Mitte der 1980er Jahre entführte die Hisbollah verschiedene prominente jüdische Bürger der Stadt, die sie ermordete, weshalb allenfalls in Beirut Juden verblieben. Diese engagierten sich innerhalb eines Komitees zur Wahrung ihrer Interessen, was im Verborgenen stattfand. Im Jahr 2004 gab es während der Vorbereitungen zur Kommunalwahl aus einer Tausendschaft von jüdischen Bürgern im Libanon lediglich einen, der sich den Wahlen stellen konnte, denn alle potentiellen Teilnehmer waren entweder getötet worden oder geflohen.
Der jüdische Friedhof in Beirut war extrem baufällig und wurde von einer alten schiitischen Frau gepflegt. Die Grabsteine, regelmäßig in Hebräisch und Französisch beschriftet, geben Zeugnis einer einstmals stattlichen jüdischen Diaspora im Land.
Der arabisch-israelische Konflikt, der Arabische Boykott Israels und Israels lange Militärpräsenz im Libanon riefen eine starke antisemitische Stimmung im Land hervor. Der Reiseverkehr von Libanon nach Israel wurde vollständig unterbunden. Währenddessen richtete die Hisbollah im Süden des Landes Basislager für terroristische Angriffe gegen Israel ein.
Im September 2008 verkündete Isaac Arazi, Führer der jüdischen Gemeinde in Beirut, dass er plane, die Magen-Abraham-Synagoge wiederherzustellen. Er verkündete weiterhin, er plane im Annex den jüdischen Friedhof in Beirut zu restaurieren. Dieser im Jahr 1926 angelegte Friedhof war zwischen den Jahren 1975 und 1990 zunehmend zerstört worden. Plünderer hatten in der Synagoge den Toraschrein und Gebetsbänke gestohlen sowie die Friedhofselektrik stillgelegt und zerstört. Die Arbeiten begannen im August 2009, nachdem die libanesische Regierung zugestimmt hatte. Insbesondere fand das Vorhaben die Unterstützung durch private Spender.